# Zamiechówka

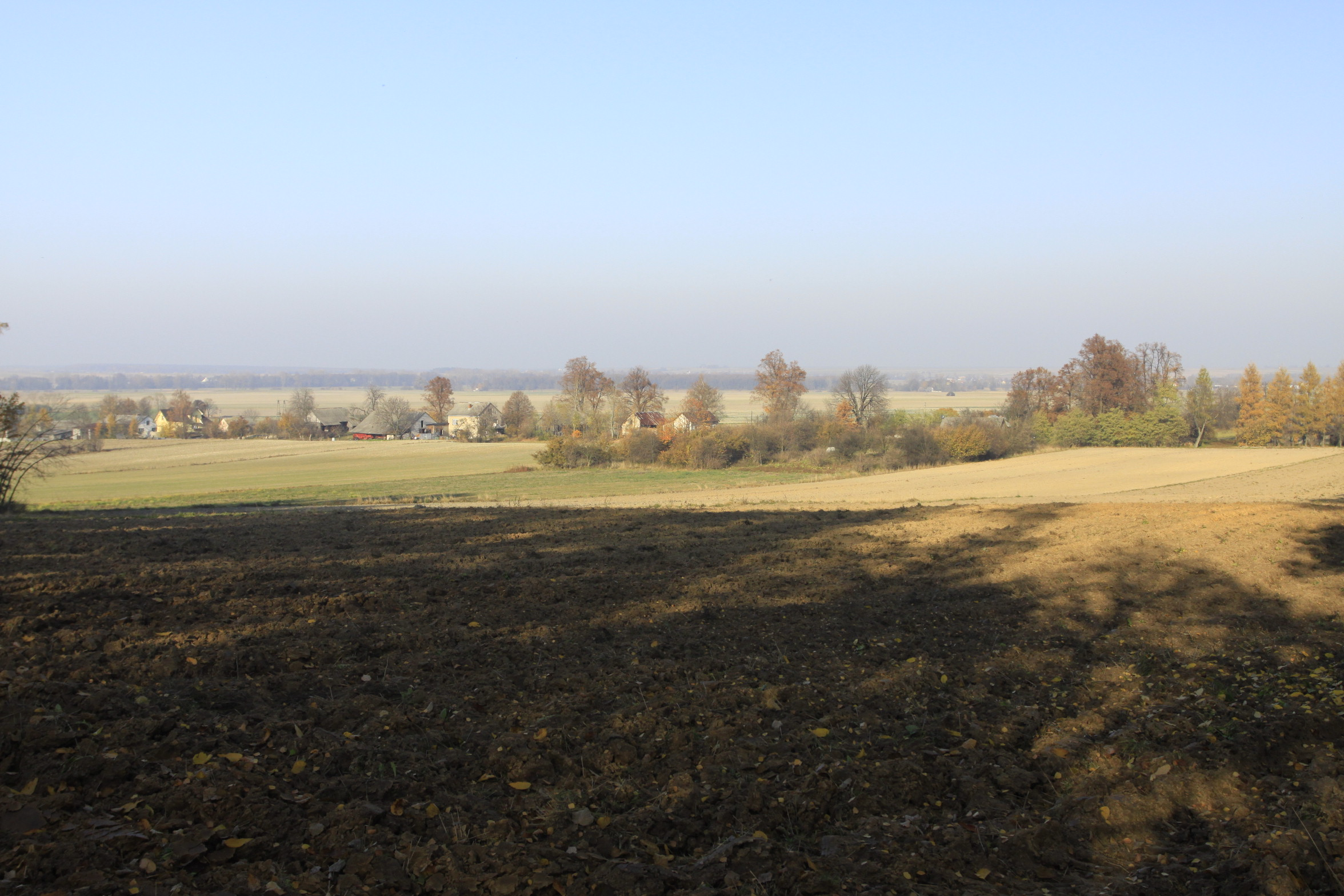
Widok Zamiechówki od strony lasu

Zamiechówka – kolonia miejscowości Chlina, położona w województwie śląskim, w powiecie zawierciańskim, w gminie Żarnowiec. W latach 1975–1998 miejscowość należała administracyjnie do województwa katowickiego.
Zamiechówka jest położona na południowy zachód od Żarnowca i na północny wschód od Chliny Górnej, na Wyżynie Miechowskiej – makroregion Wyżyna Krakowsko-Częstochowska. Od południowego wschodu zamknięta "błoniami", a od północnego zachodu domyka las "Borek". Zabudowa miejscowości w formie ulicówki. Miejscowość przecina droga 1126 prowadząca z Wolbromia do Żarnowca. Położona niedaleko okolicznych gmin: Żarnowiec 2 km, Wolbrom 12 km, Pilica 13 km, Miechów 21 km.
Na Zamiechówce można jeszcze zaobserwować zanikające już w Polsce drewniane zagrody budowane w okoły.
Nazwa Zamiechówka została nadana przez mnichów podróżujących do klasztoru w Pilicy, jako miejscowość leżąca za Miechowem. Na przełomie XIX i XX wieku we wsi znajdowała się karczma. Do dziś przez Zamiechówkę corocznie przechodzi Piesza Pielgrzymka Tarnowska na Jasną Górę.

## Turystyka
Atrakcje turystyczne w pobliżu miejscowości (przybliżone odległości):
- Kościół pw. św. Bartłomieja w Chlinie – 2,4 km
- Kościół pw. Narodzenia NMP w Żarnowcu – 3 km
- Muzeum Krzyży i Kapliczek – Wola Libertowska – 2 km

### Szlak turystyczny
W pobliżu przebiega czarny  SZLAK PARTYZANTÓW ZIEMI OLKUSKIEJ który zmienił trasę, dawniej przebiegał również przez Zamiechówkę. Obecnie kończy się w Udorzu i zaczyna się czarny  szlak rowerowy. Dawny  dalej przebiegał przez Chlinę, Zamiechówkę, Jelczę, Staszyn do Kępia.